# Wilmer Aguirre
Wilmer Aguirre Vázquez (Pisco, 10 de mayo de 1983), popularmente conocido como el Zorrito y Rayo, es un futbolista peruano. Juega como delantero y su equipo actual es el Juventus FC de la Liga 3 de Perú.
Se encuentra entre los diez máximos goleadores de Alianza Lima y La Bocana de Perú, y del San Luis de México.

## Biografía
Wilmer Aguirre se crio en el seno de una familia humilde, pero cuyo bienestar económico significó una gran ayuda para consolidar su carrera futbolística. Dio sus primeros pasos en las precarias canchas de Pisco para luego probarse en el Club Alianza Lima pero no pasó las pruebas. Tiempo después unos emisarios lo volvieron a llevar al cuadro blanquiazul cuando este tenía 14 años de edad y logró quedarse como becado. Estudió la parte final de su secundaria en el colegio Los Reyes Rojos de Barranco. En las menores de Alianza se daba el lujo de sentar a Paolo Guerrero e incluso hacer más goles que él. También jugaba, de vez en cuando, en la categoría 81 siendo él categoría 83. Estuvo a prueba en el equipo juvenil del Atlas mexicano por 6 meses a inicios del 2001 pero su pase no se dio.

## Trayectoria

### Alianza Lima (2001-2006)
Debutó en Primera División con dicho club el 13 de octubre de 2001 ante Cienciano (0-0) en Matute por el técnico español Bernabé Herráez, aunque ya había salido en la lista de convocados en fecha anteriores. Ganaría su primer campeonato descentralizado al final de ese año. 
El 25 de enero de 2002 marcó su primer gol ante la U Católica de Chile por la Noche Blanquiazul, partido amistoso donde se presenta al plantel profesional del equipo. Su primer gol oficial sería en Copa Libertadores el 10 de abril, ante el Cobreloa chileno en la derrota 1-2, mientras que por el torneo local anotaría un mes después en el último segundo ante el Melgar de Arequipa en la victoria 2-3 por la fecha 14 del Torneo Apertura. El 5 de junio anotaría su último gol en la temporada. Alternó en el equipo como pieza de recambio hasta mediados de 2003. 
El 30 de agosto de 2003 se reencontró con el gol después de más de un año. El partido jugado en el Callao ante Sport Boys se encontraba 1-1, resultado que generaba la salida de Gustavo Costas, hasta que ingresó el zorrito por Waldir Sáenz. El zorrito anotaría su primer doblete como profesional y el cuadro blanquiazul ganó 1-3. Poco a poco empezó a ganar más minutos y quedó como segundo goleador del Torneo Clausura con 10 tantos, torneo que fue suspendido en la fecha 15 por la huelga de futbolistas, quedando Alianza como campeón, puesto que también era líder del acumulado. La final por el campeonato nacional se jugó el 31 de enero de 2004, ante Sporting Cristal campeón del Apertura. Alianza ganó 2 a 1. En ambos goles el zorrito participó en las jugadas. 
En el Torneo Apertura del 2004 jugó 16 partidos y anotó 4 goles, dando la vuelta olímpica por ganar dicho torneo. En el Torneo Clausura jugó 22 partidos y convirtió 2 veces. El campeón del clausura fue Sporting Cristal, por lo que el cuadro blanquiazul tuvo que enfrentarse nuevamente al cuadro rimense por el título nacional. El equipo del zorro se coronó como bicampeón por definición de penales. 
En el Torneo Apertura 2005 hizo 4 goles. A mediados de 2005 se rumoreaba que podía partir al fútbol de Turquía. A pesar de que en el Clausura los íntimos quedaron entre los últimos puestos de la tabla, Aguirre anotaría 8 goles en las últimas 10 fechas jugadas. Se especulaba que podía jugar en el fútbol de Arabia Saudita junto con los hermanos Roberto y Guillermo Guizasola. No se dio.  
En el Torneo Apertura 2006 convirtió 9 goles que ayudaron a que Alianza se campeón del torneo. Tras desechar una supuesta oferta de un equipo de Bélgica, fue vendido al F. C. Metz de la Ligue 2 de Francia por 300 mil dólares según el diario El Comercio, y por 500 mil euros según el portal Transfermarkt. El representante del jugador, Guillermo Cuéllar, presionó para que se diera esta venta. El presidente del club, Alfonso de Souza Ferreira, no estaba de acuerdo con el poco monto del fichaje. 
Tanto en el clausura 2005 y apertura 2006 quedó a dos tantos de ser el máximo goleador de esos torneos cortos. Aguirre partiría a Europa con 4 títulos nacionales. 

### F. C. Metz (2006-2008)
Firma contrato con el club francés por 3 años. Tras convertir un gol ante un equipo de la tercera división de Alemania en su primer amistoso disputado, estuvo lesiononado durante las primeras 6 fechas. Debutó en la fecha 9 y luego estaría en banca hasta la fecha 15. En esas fechas estuvo alternando en el equipo filial de la cuarta división. También jugaba amistosos. “La gente del Metz confía en Aguirre y espera que 'petit renard' (zorrito en francés) pueda morder en algún momento”, comentó la revista France Football. Los delanteros titulares Babacar Gueye y Papiss Cissé terminaron entre los 10 máximos goleadores y eran más jóvenes, por lo que al zorro le costaba ser titular. Papiss Cissé incluso no se relajó y jugaría en el Newcastle siendo figura. El 25 de noviembre marcó 2 goles ante el Torcy por la Copa de Francia. Lanteri, otro delantero suplente, también marcó 2 y N'Diaye, habitual titular del equipo, también marcó dos tantos. En enero de 2007 fue a pasar pruebas al Lierse S.K. belga junto a Manuel Corrales, que también jugaba en el Metz. No pasarían la prueba. Ya en Francia, Aguirre no saldría más en banca hasta la fecha 25. Desde esa fecha consigue continuidad y ascienden a la Ligue 1 como campeón. 
En la primera de Francia jugó mucho más que en segunda. Tras una temporada regular en el fútbol galo, pide su préstamo al Alianza Lima a inicios de abril de 2008 por problemas personales según la página oficial del FC Metz. Tuvo ofertas de la segunda de Bélgica pero el prefería jugar en Alianza.

### Alianza Lima (2008-2010)
Su debut en su regreso fue el 13 de abril por la fecha 10 ante Sporting Cristal de visita. Jugó un buen partido en el empate 2-2, anotó un gol y pudieron ser más. En 17 fechas convirtió 11 goles. En el torneo clausura jugó 23 fechas y anotó 7 veces. A pesar de no jugar todo el año, se convirtió en el máximo goleador del equipo y salvó del descenso al cuadro blanquiazul. 
Se le renovó hasta mediados del 2009. En los primeros 6 meses de ese año tuvo algunos problemas con el técnico Gustavo Costas. Ese año también tuvo un problema de pubalgia. Recuperó su nivel a fines de año. Se luchó hasta el final por el campeonato pero no se consiguió, aunque clasificó a la Copa Libertadores 2010. 
Tras una gran pretemporada en la Sierra de Argentina, tuvo una brillante actuación en la Copa Libertadores 2010, sobre todo ante Estudiantes de La Plata, vigente campeón del torneo, Fue el máximo asistidor del torneo y fue transferido al San Luis de México a cambio de 1,50 millones de euros.

### San Luis (2010-2013)
Cumplió una destacada actuación en México. En el Torneo Apertura 2010 anotó 3 goles y una lesión impidió que jugara partidos por su selección ese año. En el clausura 2011 quedó como segundo goleador del torneo, a 3 tantos del primero. A pesar de eso, no fue convocado a la Copa América 2011, probablemente porque Sergio Markarián quería probar jugadores jóvenes rumbo a las clasificatorias para el Mundial de 2014. A mediados del 2011 se rumoreó que podría fichar por el Santos Laguna mexicano pero no sucedió. 
Aguirre sería convocado para los amistosos post Copa América y salió en banca en las 2 primeras fechas de las eliminatorias. En la fecha 3 Perú descansó. Una lesión impidió que salga en lista ante Ecuador en Quito. En el apertura 2011 convirtió 4 goles, al igual que en el clausura 2012. Para la segunda mitad dejó de ser considerado por el nuevo técnico (Al cual años después Aguirre calificaría que no sabía nada de fútbol) y encabezó la lista de jugadores transferibles.

### Alianza Lima (2013-2014)
Regresó al club a inicio de febrero. Comparado a temporadas anteriores, no hizo muchos goles. Empezó a jugar como extremo y ganó el torneo del inca 2014 jugando como titular. Luego tendría algunas lesiones y perdió la titularidad contra Julio Landauri, Mauro Guevgeozián, Gabriel Costa y Christian Cueva. El técnico Guillermo Sanguinetti no lo tuvo en sus planes para la temporada 2015.  

### Cimarrones de Sonora (2015)
Luego de estar sin equipo por medio año, firmó contrato con el club de la Liga de Ascenso de México en julio de 2015, pero no rindió como esperaban los dirigentes y por ser jugador caro fue despedido del equipo a fines de octubre.

### Defensor La Bocana (2016)
Para abril de 2016 ficha por el recién ascendido, Defensor La Bocana. Su equipo se fue al descenso pero fue uno de los goleadores de su equipo pese a no jugar la temporada completa, llegando a anotar un triplete al Sporting Cristal que sería campeón ese año.

### FBC Melgar (2017)
Fichó por el club arequipeño para poder disputar la Copa Libertadores 2017. Tuve una libertadores decente, participando en los 2 goles que el Melgar le hizo a River Plate en la derrota 4-2. Algunas discrepancias con Juan Reynoso hicieron que rescinda contrato a mediados de año.

### Juan Aurich (2017)
Para el torneo clausura 2017 tuvo una actuación destacable, más lamentablemente, volvió a descender jugando por un club. Convirtió 7 goles y nuevamente quedó a un tanto de ser el máximo goleador.

### Unión Comercio (2018)
Ficha por el equipo de Moyobamba, teniendo regularidad durante todo el año. Convirtió 8 goles y falló 16. Generó muchas chances de gol. Año bueno en lo personal.

### Ayacucho F. C. (2019)
Traslada su fútbol al equipo ayacuchano; sin embargo, no tuvo mucho continuidad.

### Santos F. C. (2020)
Fue refuerzo del equipo de Nazca con el objetivo de buscar el ascenso a primera división pero no pudo debutar por la postergación de actividades deportivas en Perú por la pandemia por COVID-19.

### Pirata F. C (2020)
Tras la suspensión del fútbol en Perú, se separa del cuadro santo, siendo posteriormente uno de los fichajes de lujo del cuadro de José Leonardo Ortiz en búsqueda del ascenso. Hizo un buen torneo en las fechas que jugó.

### Alianza Lima (2021-2022)
El club anuncia su regreso luego de 6 temporadas. En su primer partido, generó un penal que serviría para poner el 2-2 final ante Cusco F.C. Wilmer marcaría su primer gol ante Sporting Cristal por la fecha 6 del torneo apertura en la derrota 2 a 1. Ese Cristal sería campeón del clausura. Tras estar en banca un gran tiempo por Aldair Rodríguez, Wilmer se convertiría en titular durante la parte final del Clausura, marcando 4 goles y siendo campeón de ese torneo. En la final enfrenta al cuadro cervecero, asistiendo de taco en el gol del título a Hernán Barcos. Partido de ida y vuelta con global 1 a 0.  Para la Copa Libertadores 2022 tuvo una decente participación, incluso hizo más que otros jugadores que se esperaba que rindan más. Anotó ante Colo Colo en Lima en el empate 1-1, en tan solo menos de 20 segundos. Tras un apertura donde falló muchos goles, anotó 3 goles en el Clausura y Alianza ganó este torneo. Nuevamente sería bicampeón nacional.

### Club Deportivo Garcilaso (2023)
En las últimas horas del 9 de marzo de 2023 fue anunciado como el flamante fichaje de Deportivo Garcilaso, elenco de la ciudad de Cuzco, para el Torneo Apertura de la liga peruana de primera división.
"Jerarquía, experiencia y liderazgo en la delantera del 'Rico Garci'. ¡Bienvenido, Aguirre! ahora eres de Sangre Celeste", fue lo que le dijeron al atacante en las redes sociales del 'Pedacito de cielo'.

### Carlos A. Mannucci (2023)
El 11 de julio de 2023 Wilmer Aguirre se puso la camiseta de Club Carlos A. Mannucci En buen estado físico y listo para sumar toda su experiencia y trabajo.
El "Zorrito"  sorprendió a todos al estar en negociaciones con  el Mannucci de Trujillo, que lo necesita para  afrontar lo que resta del Clausura. Con ello, Aguirre, con 40 años,  se convertirá en uno de los jugadores más longevos de la Liga 1.
En la escuadra trujillana volverá a encontrarse con José Carlos Fernández, quien es en la actualidad gerente deportivo del club norteño. 
Como se sabe, ambos conformaron una delantera letal en Alianza Lima en el 2011. Precisamente ese año  golearon 4-1 al Estudiante de La Plata, en ese entonces el  vigente campeón de la Copa Libertadores.

## Selección nacional
Ha sido internacional con la selección de fútbol del Perú en algunas ocasiones. Disputó con la selección el Campeonato Sudamericano Sub-20 de 2003 y el Torneo Preolímpico Sudamericano Sub-23 de 2004 en el cual le marcó dos goles a Bolivia. En mayo de 2006, el entonces técnico de la selección, Franco Navarro, lo convocó para un amistoso ante Trinidad y Tobago en Puerto España. El encuentro marcó el debut de Aguirre con la camiseta blanquirroja. Posteriormente, en septiembre de 2007 jugó los amistosos en Lima frente a Colombia (empate 2-2) y Bolivia (victoria por 2-0); mientras que en octubre de 2008 jugó nuevamente ante Bolivia, aunque esta vez por eliminatorias.
Fue considerado por Sergio Markarián para disputar dos amistosos ante Bolivia en el año 2011 y al año siguiente disputó nuevamente un partido de eliminatoria frente a Bolivia
| PJ | Fecha      | Ciudad        | Oponente          | Resultado | Competición                | Goles | Asist. |
| -- | ---------- | ------------- | ----------------- | --------- | -------------------------- | ----- | ------ |
| 1. | 10-05-2006 | Puerto España | Trinidad y Tobago | 1–1       | Amistoso                   | 0     | 1      |
| 2. | 08-09-2007 | Lima          | Colombia          | 2–2       | Amistoso                   | 0     | 0      |
| 3. | 12-09-2007 | Lima          | Bolivia           | 2–0       | Amistoso                   | 0     | 0      |
| 4. | 12-10-2008 | La Paz        | Bolivia           | 0–3       | Eliminatorias Mundial 2010 | 0     | 0      |
| 5. | 08-02-2011 | Moquegua      | Panamá            | 1–0       | Amistoso                   | 0     | 0      |
| 6. | 02-09-2011 | Lima          | Bolivia           | 2–2       | Amistoso                   | 0     | 0      |
| 7. | 05-09-2011 | La Paz        | Bolivia           | 0–0       | Amistoso                   | 0     | 0      |
| 8. | 12-10-2012 | La Paz        | Bolivia           | 1–1       | Eliminatorias Mundial 2014 | 0     | 0      |

## Estadísticas
| Club                          | Div.                | Temporada           | Liga | Liga | Copas Nacionales | Copas Nacionales | Copas Internacionales | Copas Internacionales | Total | Total | Media Goleadora |
| Club                          | Div.                | Temporada           | PJ   | G    | PJ               | G                | PJ                    | G                     | PJ    | G     | Media Goleadora |
| ----------------------------- | ------------------- | ------------------- | ---- | ---- | ---------------- | ---------------- | --------------------- | --------------------- | ----- | ----- | --------------- |
| Alianza Lima · Perú           | 1.ª                 | 2001                | 6    | 0    | –                | –                | –                     | –                     | 6     | 0     | 0.00            |
| Alianza Lima · Perú           | 1.ª                 | 2002                | 29   | 2    | –                | –                | 4                     | 1                     | 33    | 3     | 0.10            |
| Alianza Lima · Perú           | 1.ª                 | 2003                | 22   | 11   | –                | –                | 4                     | 0                     | 26    | 11    | 0.42            |
| Alianza Lima · Perú           | 1.ª                 | 2004                | 38   | 6    | –                | –                | 6                     | 0                     | 44    | 6     | 0.14            |
| Alianza Lima · Perú           | 1.ª                 | 2005                | 44   | 13   | –                | –                | 2                     | 0                     | 46    | 13    | 0.28            |
| Alianza Lima · Perú           | 1.ª                 | 2006                | 20   | 9    | –                | –                | –                     | –                     | 20    | 9     | 0.45            |
| Alianza Lima · Perú           | Total               | Total               | 159  | 41   | 0                | 0                | 16                    | 1                     | 175   | 42    | 0.24            |
| FC Metz B Francia             | 2.ª                 | 2006/2007           | 9    | 2    | –                | –                | -                     | -                     | 9     | 2     | 0.22            |
| FC Metz B Francia             | Total               | Total               | 9    | 2    | 0                | 0                | 0                     | 0                     | 9     | 2     | 0.22            |
| FC Metz Francia               | 1.ª                 | 2006/2007           | 12   | 2    | 1                | 2                | -                     | -                     | 13    | 4     | 0.31            |
| FC Metz Francia               | 1.ª                 | 2007/2008           | 17   | 2    | 1                | 2                | -                     | -                     | 18    | 4     | 0.22            |
| FC Metz Francia               | Total               | Total               | 29   | 4    | 2                | 4                |                       |                       | 31    | 8     | 0.26            |
| Alianza Lima · Perú           | 1.ª                 | 2008                | 40   | 18   | –                | –                | –                     | –                     | 40    | 18    | 0.45            |
| Alianza Lima · Perú           | 1.ª                 | 2009                | 33   | 8    | –                | –                | –                     | –                     | 33    | 8     | 0.24            |
| Alianza Lima · Perú           | 1.ª                 | 2010                | 7    | 2    | –                | –                | 8                     | 3                     | 15    | 5     | 0.33            |
| Alianza Lima · Perú           | Total               | Total               | 80   | 28   | 0                | 0                | 8                     | 3                     | 88    | 31    | 0.35            |
| San Luis · México             | 1.ª                 | 2010/2011           | 30   | 13   | –                | –                | 4                     | 0                     | 34    | 13    | 0.38            |
| San Luis · México             | 1.ª                 | 2011/2012           | 30   | 8    | –                | –                | –                     | –                     | 30    | 8     | 0.27            |
| San Luis · México             | 1.ª                 | 2012/2013           | 8    | 0    | 1                | 0                | –                     | –                     | 9     | 0     | 0.00            |
| San Luis · México             | Total               | Total               | 68   | 21   | 1                | 0                | 4                     | 0                     | 73    | 21    | 0.29            |
| Alianza Lima · Perú           | 1.ª                 | 2013                | 40   | 7    | –                | –                | –                     | –                     | 40    | 7     | 0.18            |
| Alianza Lima · Perú           | 1.ª                 | 2014                | 15   | 1    | 12               | 1                | 2                     | 0                     | 29    | 2     | 0.07            |
| Alianza Lima · Perú           | Total               | Total               | 55   | 8    | 12               | 1                | 2                     | 0                     | 69    | 9     | 0.13            |
| Cimarrones de Sonora · México | 2.ª                 | 2015/2016           | 6    | 1    | –                | –                | –                     | –                     | 6     | 1     | 0.17            |
| Cimarrones de Sonora · México | Total               | Total               | 6    | 1    | 0                | 0                | 0                     | 0                     | 6     | 1     | 0.17            |
| Defensor La Bocana · Perú     | 1.ª                 | 2016                | 25   | 11   | –                | –                | –                     | –                     | 25    | 11    | 0.44            |
| Defensor La Bocana · Perú     | Total               | Total               | 25   | 11   | 0                | 0                | 0                     | 0                     | 25    | 11    | 0.44            |
| FBC Melgar · Perú             | 1.ª                 | 2017                | 17   | 0    | –                | –                | 5                     | 0                     | 22    | 0     | 0.00            |
| FBC Melgar · Perú             | Total               | Total               | 17   | 0    | 0                | 0                | 5                     | 0                     | 22    | 0     | 0.00            |
| Juan Aurich · Perú            | 1.ª                 | 2017                | 13   | 7    | –                | –                | –                     | –                     | 13    | 7     | 0.54            |
| Juan Aurich · Perú            | Total               | Total               | 13   | 7    | 0                | 0                | 0                     | 0                     | 13    | 7     | 0.54            |
| Unión Comercio · Perú         | 1.ª                 | 2018                | 39   | 8    | –                | –                | –                     | –                     | 39    | 8     | 0.21            |
| Unión Comercio · Perú         | Total               | Total               | 39   | 8    | 0                | 0                | 0                     | 0                     | 39    | 8     | 0.21            |
| Ayacucho FC · Perú            | 1.ª                 | 2019                | 24   | 2    | –                | –                | –                     | –                     | 39    | 8     | 0.21            |
| Ayacucho FC · Perú            | Total               | Total               | 24   | 2    | 0                | 0                | 0                     | 0                     | 39    | 8     | 0.21            |
| Santos FC · Perú              | 2.ª                 | 2020                | -    | -    | –                | –                | –                     | –                     | 0     | 0     | 0.00            |
| Santos FC · Perú              | Total               | Total               | 0    | 0    | 0                | 0                | 0                     | 0                     | 0     | 0     | 0.00            |
| Pirata FC · Perú              | 2.ª                 | 2020                | 4    | 3    | –                | –                | –                     | –                     | 4     | 3     | 0.75            |
| Pirata FC · Perú              | Total               | Total               | 4    | 3    | 0                | 0                | 0                     | 0                     | 4     | 3     | 0.75            |
| Alianza Lima · Perú           | 1.ª                 | 2021                | 16   | 5    | 1                | 1                | –                     | –                     | 17    | 6     | 0.31            |
| Alianza Lima · Perú           | 1.ª                 | 2022                | 25   | 3    | 0                | 0                | 5                     | 1                     | 30    | 4     | 0.08            |
| Alianza Lima · Perú           | Total               | Total               | 41   | 8    | 1                | 1                | 5                     | 1                     | 47    | 10    | 0.21            |
| Deportivo Garcilaso · Perú    | 1.ª                 | 2023                | 6    | 0    | –                | –                | –                     | –                     | 6     | 0     | 0.00            |
| Deportivo Garcilaso · Perú    | Total               | Total               | 6    | 0    | 0                | 0                | 0                     | 0                     | 6     | 0     | 0.00            |
| Carlos A. Mannucci · Perú     | 1.ª                 | 2023                | 11   | 0    | –                | –                | –                     | –                     | 11    | 0     | 0.00            |
| Carlos A. Mannucci · Perú     | Total               | Total               | 11   | 0    | 0                | 0                | 0                     | 0                     | 11    | 0     | 0.00            |
| San Marcos · Perú             | 2.ª                 | 2024                | 16   | 3    | –                | –                | –                     | –                     | 16    | 3     | 0.19            |
| San Marcos · Perú             | Total               | Total               | 16   | 3    | 0                | 0                | 0                     | 0                     | 16    | 3     | 0.19            |
| FC Cajamarca · Perú           | 3.ª                 | 2024                | –    | –    | –                | –                | –                     | –                     | –     | –     | –               |
| FC Cajamarca · Perú           | Total               | Total               | –    | –    | –                | –                | –                     | –                     | –     | –     | –               |
| Juventus FC · Perú            | 3.ª                 | 2025                | –    | –    | –                | –                | –                     | –                     | –     | –     | –               |
| Juventus FC · Perú            | Total               | Total               | –    | –    | –                | –                | –                     | –                     | –     | –     | –               |
| Total en su carrera           | Total en su carrera | Total en su carrera | 602  | 147  | 16               | 6                | 40                    | 5                     | 673   | 164   | 0.24            |

### Hat-tricks o más
Ha anotado, a lo largo de su carrera, cinco hat-tricks o tripletes en partidos oficiales. Tres han sido con el Club Alianza Lima y los dos restantes con San Luis y Defensor La Bocana, respectivamente. 
 Datos actualizados al 23 de julio de 2019.
| · \| \| Fecha \| Lugar \| Equipo \| Rival \| Goles \| Resultado \| Competición \| \| - \| ---------- \| ---------------------------------- \| ------------------ \| ----------------------- \| --------------- \| --------- \| --------------------------- \| \| 1 \| 28/09/2003 \| Estadio Alejandro Villanueva, Lima \| Alianza Lima \| Atlético Universidad \| Gol · Gol · Gol \| 5 - 0 \| Torneo Descentralizado 2003 \| \| 2 \| 24/05/2008 \| Estadio Alejandro Villanueva, Lima \| Alianza Lima \| José Gálvez \| Gol · Gol · Gol \| 3 - 0 \| Torneo Descentralizado 2008 \| \| 3 \| 18/02/2010 \| Estadio Alejandro Villanueva, Lima \| Alianza Lima \| Estudiantes de La Plata \| Gol · Gol · Gol \| 4 - 1 \| Copa Libertadores 2010 \| \| 4 \| 24/04/2011 \| Estadio Corona (TSM), Torreón \| San Luis \| Santos Laguna \| Gol · Gol · Gol \| 3 - 1 \| Torneo Clausura 2011 \| \| 5 \| 03/11/2016 \| Estadio Alberto Gallardo, Lima \| Defensor La Bocana \| Sporting Cristal \| Gol · Gol · Gol \| 5 - 2 \| Torneo Descentralizado 2016 \| · |            |                                    |                    |                         |                 |           |                             |
| | Fecha      | Lugar                              | Equipo             | Rival                   | Goles           | Resultado | Competición                 |
| 1 | 28/09/2003 | Estadio Alejandro Villanueva, Lima | Alianza Lima       | Atlético Universidad    | Gol · Gol · Gol | 5 - 0     | Torneo Descentralizado 2003 |
| 2 | 24/05/2008 | Estadio Alejandro Villanueva, Lima | Alianza Lima       | José Gálvez             | Gol · Gol · Gol | 3 - 0     | Torneo Descentralizado 2008 |
| 3 | 18/02/2010 | Estadio Alejandro Villanueva, Lima | Alianza Lima       | Estudiantes de La Plata | Gol · Gol · Gol | 4 - 1     | Copa Libertadores 2010      |
| 4 | 24/04/2011 | Estadio Corona (TSM), Torreón      | San Luis           | Santos Laguna           | Gol · Gol · Gol | 3 - 1     | Torneo Clausura 2011        |
| 5 | 03/11/2016 | Estadio Alberto Gallardo, Lima     | Defensor La Bocana | Sporting Cristal        | Gol · Gol · Gol | 5 - 2     | Torneo Descentralizado 2016 |

## Palmarés
| Título           | Club            | País | Año  |
| ---------------- | --------------- | ---- | ---- |
| Torneo Clausura  | Alianza Lima    | Perú | 2003 |
| Torneo Apertura  | Alianza Lima    | Perú | 2004 |
| Torneo Apertura  | Alianza Lima    | Perú | 2006 |
| Torneo del Inca  | Alianza Lima    | Perú | 2014 |
| Torneo de Verano | F. B. C. Melgar | Perú | 2017 |
| Torneo Clausura  | Alianza Lima    | Perú | 2021 |
| Torneo Clausura  | Alianza Lima    | Perú | 2022 |

| Título                    | Club         | País    | Año  |
| ------------------------- | ------------ | ------- | ---- |
| Primera División del Perú | Alianza Lima | Perú    | 2001 |
| Primera División del Perú | Alianza Lima | Perú    | 2003 |
| Primera División del Perú | Alianza Lima | Perú    | 2004 |
| Primera División del Perú | Alianza Lima | Perú    | 2006 |
| Ligue 2                   | FC Metz      | Francia | 2007 |
| Primera División del Perú | Alianza Lima | Perú    | 2021 |
| Primera División del Perú | Alianza Lima | Perú    | 2022 |
| Copa Perú                 | FC Cajamarca | Perú    | 2024 |

| Título                 | Equipo                    | Sede    | Año  |
| ---------------------- | ------------------------- | ------- | ---- |
| XV Juegos Bolivarianos | Selección del Perú Sub-18 | Ecuador | 2001 |

| Premio                                    | Año  |
| ----------------------------------------- | ---- |
| Máximo asistidor de la Copa Libertadores. | 2010 |